# Empêchement (droit constitutionnel français)
Pour les articles homonymes, voir Empêchement.
Ne doit pas être confondu avec impeachment.
L’empêchement, en droit constitutionnel français, rend impossible la poursuite d'un mandat ou d'une fonction, dans les plus hautes autorités de l'État, d'une manière temporaire ou définitive. En droit, les cas d'empêchement concernent, au sens large, le président de la République, les candidats à la présidence, le Gouvernement et les membres du Conseil constitutionnel. La pratique montre cependant la difficulté à mettre en œuvre les dispositions prévues par les textes, tandis qu'elle a développé d'autres hypothèses concernant notamment le sort des ministres, qui sont autant de conventions constitutionnelles. Subsidiairement, il faut par ailleurs distinguer l'empêchement de l'intérim et de l'incompatibilité (infra).

## Empêchement touchant à la présidence de la République

### Empêchement électoral du candidat à la présidence

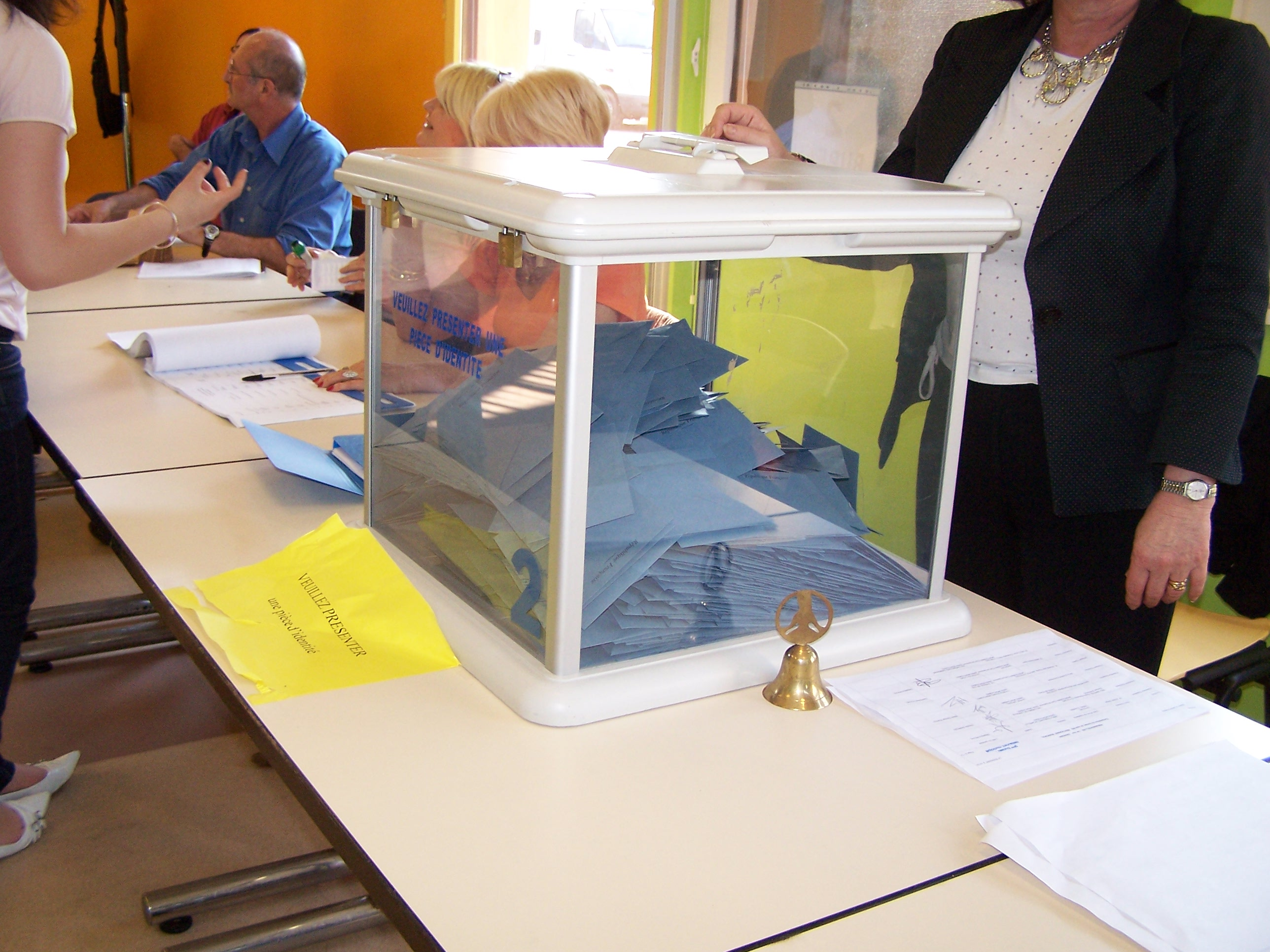
La poursuite ou l'interruption des opérations électorales lors des présidentielles dépendent des différents cas d'empêchement envisagés par la Constitution

L'empêchement électoral vise seulement la situation du candidat à l'élection présidentielle qui se trouve placé dans l'impossibilité de mener campagne ou d'aller jusqu'au bout du processus de l'élection. Cette situation est prévue à l'article 7 de la constitution de la Ve République (depuis sa révision en 1976) et donne lieu à l'intervention du Conseil constitutionnel sur saisine, soit du président de la République, soit du Premier ministre, de l'un des présidents des assemblées, ou de soixante députés ou sénateurs, ou cinq cents personnes ayant qualité pour présenter un candidat.
Trois situations sont à distinguer dans le temps :
- L'empêchement ou le décès survenant dans les sept jours qui précèdent la date limite de dépôt des présentations des candidatures. Ici, le Conseil constitutionnel apprécie à titre discrétionnaire s'il convient de reporter la date du scrutin et de rouvrir la procédure de présentation des candidats.
- L'empêchement ou le décès survenant entre la date à laquelle la liste des candidats a été arrêtée et le premier tour du scrutin. Ici le conseil constitutionnel est obligé de reporter l'élection. Reste à apprécier librement le cas intermédiaire d'un candidat qui renoncerait volontairement, comme François Fillon a vainement été incité à le faire par son camp, lors de la présidentielle de 2017, à cause de l'affaire Penelope Fillon[P 1].
- L'empêchement ou le décès de l'un des deux candidats arrivés en tête à l'issue du premier tour et susceptible de se présenter au second. Le Conseil constitutionnel est obligé de faire recommencer l'ensemble des opérations électorales.

### Empêchement du président de la République
L'empêchement rend impossible d'exercer la fonction de président de la République, une fois qu'il a été officiellement constaté par le Conseil constitutionnel.
Selon l'article 7 alinéa 4, pendant l'empêchement, le président intérimaire est privé du recours à la dissolution de l'Assemblée nationale (art. 12) et au référendum (art. 11). En outre, selon l'article 7 alinéa 11, si l'empêchement est définitif, il est impossible de renverser le Gouvernement (articles 49 et 50) ou de réviser la constitution (article 89).
Cette disposition n'a jamais encore été appliquée.

#### Sources textuelles historiques et actuelles
Cette situation, qui n'a qu'une très lointaine parenté avec la procédure anglo-saxonne de l'Impeachment, apparaît plus ou moins nettement dans les constitutions antérieures. On prévoit seulement les cas de vacance ou de suppléance, pour décès ou démission, dans les constitutions du Directoire et du Consulat, ainsi que dans les lois constitutionnelles de la troisième République. Le terme apparaît explicitement dans la Constitution de 1848 (art. 70) et dans la Constitution de la Quatrième République (art. 41). Il est repris en 1958, sans doute avec un sens élargi approximativement plus proche de la notion anglo-saxonne, à l'Article 7 de la Constitution de la Cinquième République française; un sens qu'il a néanmoins sans doute perdu par incidence depuis la réforme constitutionnelle de 2007 concernant les causes de destitution du président de la République.

#### Cas d'empêchement envisageables
La constitution ne précise pas quelles sont les hypothèses où l'empêchement peut intervenir. Aujourd'hui, les hypothèses traditionnelles doivent être revues à la lumière des incidences de la réforme constitutionnelle de 2007 et de la pratique prévisible.

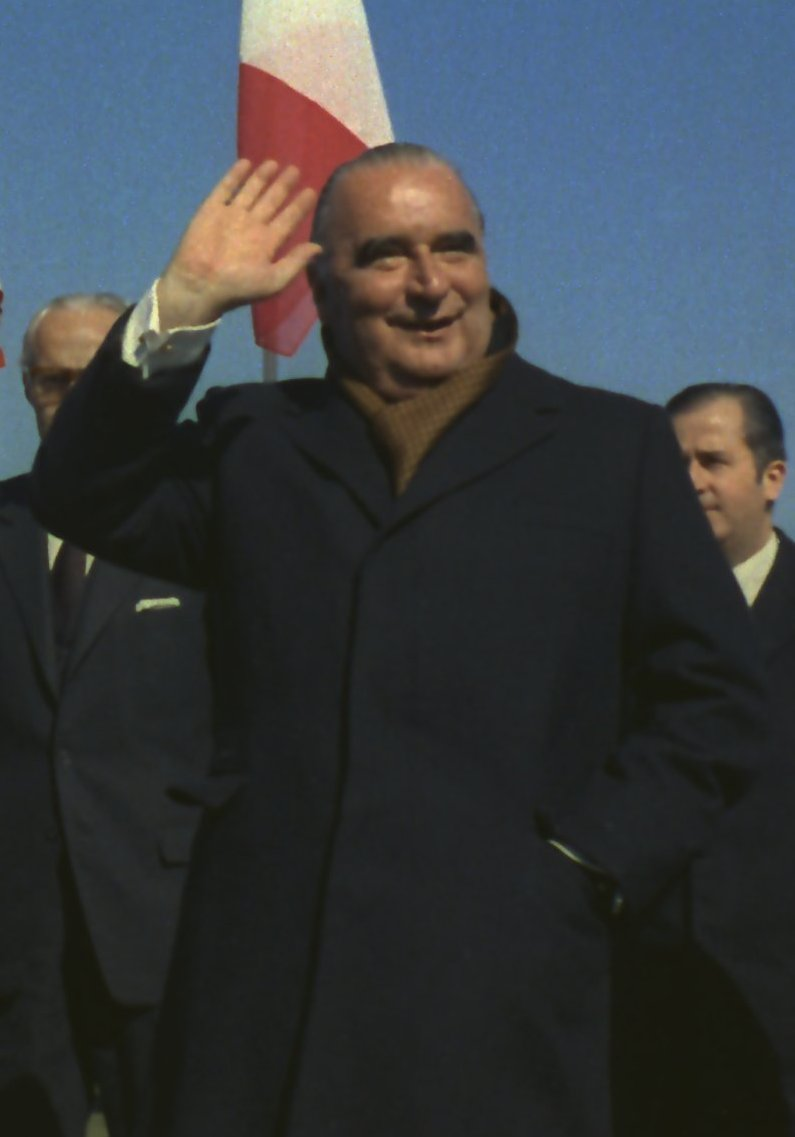
Le président Pompidou cacha jusqu'au bout sa maladie aux Français. Son cas mit en lumière les difficultés de mise en œuvre de l'empêchement ainsi que le manque de transparence sur l'état de santé du président

Logiquement, il s'agit de toute cause incompatible avec la poursuite de la fonction. Mais il faut sans doute combiner aujourd'hui cette faculté avec celle de la destitution telle qu'elle apparaît redéfinie par le nouvel article 68 révisé en 2007 (cf. infra). En tout état de cause, l'empêchement peut être provisoire (on songeait à la maladie grave, l'enlèvement ou la disparition, un long déplacement, etc.) ou définitif (on songeait à la trahison, à la démence, une déchéance physique grave et irréversible, au scandale consécutif, par exemple, à un comportement personnel indigne ou une atteinte intolérable aux droits de l'homme, etc.). Dans le premier cas il y a seulement intérim, dans le second il y a aussi vacance. Mais il peut s'avérer difficile de savoir, selon la gravité, si l'on est dans l'un ou l'autre cas, par exemple dans l'hypothèse d'un scandale dont serait responsable le président, et à quel moment précis on passe d'un cas à l'autre. En conséquence de quoi le Conseil constitutionnel qui apprécie souverainement la situation dès lors qu'il est saisi, se trouverait devant une double difficulté : déterminer si le président est dans une situation d'empêchement; juger de son caractère définitif, ce qui peut s'avérer encore plus délicat sauf lorsqu'il y a vacance de fait. D'autant que l'incertitude demeure sur le fait de savoir si lorsqu'il est saisi, le Conseil constitutionnel est censé suivre l'évolution de la situation, ou s'il doit à nouveau être saisi comme il est probable pour prononcer l'empêchement définitif après avoir déjà prononcé l'empêchement provisoire.
En pratique, le champ d'intervention serait vraisemblablement réduit : d'abord par la faculté qu'a le président, en cas de scandale, voire de maladie, de démissionner avant que la procédure ne soit enclenchée. L'hypothèse de l'empêchement servirait seulement alors de moyen de pression. À l'inverse, en cas de maladie, la situation s'apprécie vraisemblablement moins à l'égard de l'incapacité éventuelle du président qu'à l'égard des conséquences concrètes qu'a celle-ci sur le fonctionnement de l'État et sur l'image du pouvoir en place. Or, compte tenu du bicéphalisme existant au sommet de l'État, et des articles 20 et 21 de la Constitution qui lui en donne les moyens, on peut penser que le Premier ministre est en mesure de pallier largement les insuffisances éventuelles d'un président diminué et qu'il peut, s'il le souhaite, parfaitement s'en accommoder, voire en tirer profit personnel comme cela semble avoir été le cas d'Édouard Balladur lors de la seconde cohabitation. En outre, la nouvelle formule employée dans l'article 68 de la Constitution, depuis 2007, pour la destitution du président « manquement à ses devoirs manifestement incompatible avec l’exercice de son mandat » étend le champ traditionnel de la destitution, par la Haute Cour, limité antérieurement à la haute trahison et, concomitamment, réduit celui de l'empêchement. Dans l'hypothèse d'une destitution, le Conseil constitutionnel n'aurait vraisemblablement plus qu'à prendre acte et déclarer la vacance. Cependant, la déclaration d'empêchement peut être le préalable nécessaire à la sérénité du procès. Restent les cas où le président ne pourrait même pas faire illusion et les hypothèses de son absence indéterminée.

#### Saisine du Conseil constitutionnel
Hors l'hypothèse de la démission ou de la suppléance qu'organiserait lui-même le président qui prévoit une difficulté temporaire, l'empêchement doit être constaté par le Conseil constitutionnel, saisi par gouvernement, qui doit statuer à la majorité de ses membres.
Le Conseil ne saurait donc s'autosaisir, ce qui laisse ouvertes quelques hypothèses théoriques sur lesquelles la constitution est muette : celle où, pour des raisons politiques diverses, ou par convenances (cf. supra), le gouvernement se refuserait à demander à celui-ci de se prononcer sur un empêchement pourtant manifeste, la seule parade hypothétique étant de renverser le gouvernement; celle également où, à l'inverse, un Premier ministre appuyé par une majorité du Conseil pourrait obtenir l'empêchement d'un président avec lequel il serait seulement en conflit. Ces cas d'école mériteraient cependant d'être préventivement traités juridiquement, par exemple, en élargissant la saisine du Conseil aux présidents de l'Assemblée nationale et du Sénat et en posant la double exigence d'une décision conjointe, ou éclairée par une autre autorité, juridictionnelle ou médicale, suivant le cas. Reste l'hypothèse ou le président du Conseil constitutionnel, nommé par le président, entraîne la majorité des membres à ne pas se prononcer.
En outre, depuis 2007 il est clair que peut se poser la question de savoir quelle procédure déclencher dans certains cas qui, marginalement, peuvent sembler relever autant du nouveau champ de la destitution (art. 68) que de celui de l'empêchement tel qu'on l'entrevoyait auparavant. Autrement dit, par hypothèse, il y aurait concurrence entre la saisine du Conseil constitutionnel et celle de la Haute Cour. En pratique, il est probable que l'empêchement serait ainsi débarrassé de toutes les hypothèses politiques qu'on lui prêtait par défaut et qu'il interviendrait, le cas échéant, comme un complément de sérénité pour faciliter le déroulement d'une éventuelle procédure de destitution. Inversement on peut aussi défendre l'idée que l'on pourrait préférer masquer les aspects politiques d'une action envers le président par la saisine du Conseil constitutionnel.

#### Santé des présidents et la difficulté d'apprécier l'empêchement

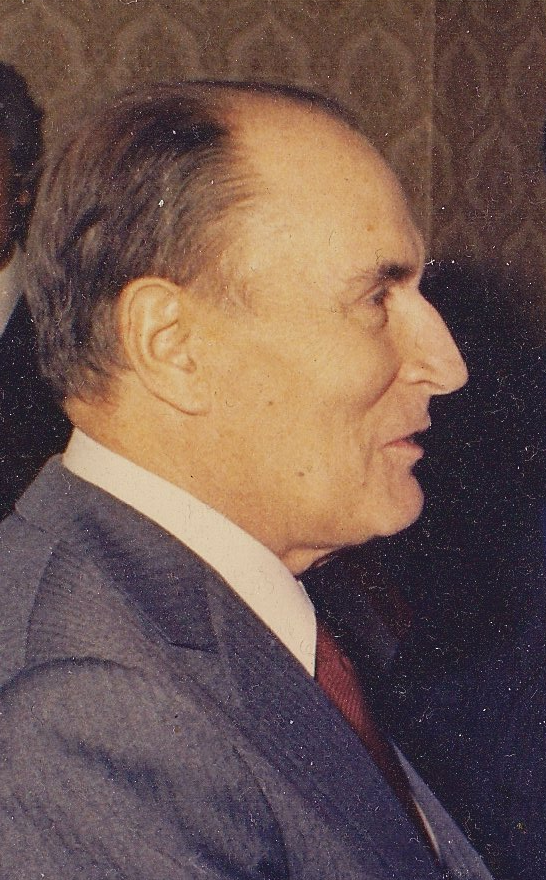
Le président Mitterrand brigua un second mandat en se sachant condamné et organisa le secret sur son état de santé, forçant ses médecins à mentir

En pratique, l'histoire de la Ve République nous livre les cas des présidents Pompidou et Mitterrand, tous deux atteints en cours de mandat d'un cancer incurable et invalidant dont ils sont décédés, l'un avant le terme de son mandat (Pompidou en 1974), l'autre quelques mois après (Mitterrand en 1996). Bien qu'il semble que tous deux aient gardé leurs facultés intellectuelles jusqu'au bout, on sait que l'un et l'autre ont sérieusement ralenti leurs activités, ce qui laisse entière la question de savoir s'ils étaient aptes à l'exercice de leurs fonctions, ce qui semble douteux pour certains témoins. Le cas de Jacques Chirac pose la même question (infra).
Cependant, vouloir se prononcer sur le fait de savoir si un président de la République, diminué par la maladie, est apte ou non à exercer ses fonctions se heurte à une réalité pratique difficile à surmonter. Cela suppose en premier lieu d'apprécier quelles sont les exigences minimales de la fonction, ce qui est éminemment subjectif, ensuite, d'imaginer qui est susceptible de donner l'alerte dans l'entourage puisque l'on sait que le médecin personnel du président est lié par le secret, y compris après le décès du président. Reste l'attitude respectueuse et convenue d'un Premier ministre qui, trop lié à la personne du président de la République, peut avoir du mal à provoquer l'empêchement. Or, l'exemple du président Mitterrand qui, bien qu'il ait annoncé la transparence sur son état de santé, s'est tu en apprenant dès novembre 1981 qu'il était condamné, semble démontrer que l'on ne peut pas compter sur une prise de conscience et un choix lucide de la part de l'intéressé. Cela n'a d'ailleurs nullement empêché le président Mitterrand de briguer en 1988 puis de poursuivre un second mandat, bien que les dix derniers mois fussent particulièrement handicapants, tout en organisant le secret autour de lui. L'attitude du président Mitterrand est d'autant plus remarquable qu'il avait justifié de faire publier régulièrement tous les six mois un bulletin de santé le concernant, par sa volonté de trancher avec l'exemple de Pompidou qui lui-même avait caché sa maladie jusqu'au bout.
C'est avec la même difficulté à prendre position sur cette question que l'on a pu évoquer l'hypothèse de l'empêchement lors d'une brève hospitalisation du président Jacques Chirac en septembre 2005 pour un AVC, dont la gravité fut masquée. Or, rétrospectivement, cela interroge sur les capacités qu'il conservait pour assumer sa fin de mandat, par ailleurs effacée, au vu de la dégradation de son état, connu en 2011, possiblement consécutive et pouvant remonter à son accident de 2005,. En revanche, la question de l'empêchement ne fut pas évoquée lors de l'intervention bénigne que subit le président Nicolas Sarkozy en octobre 2007, s'agissant de l'incision d'un abcès phlegmon que l'on n'apprit qu'après coup, ni lors de son malaise vagal de juillet 2009.
Finalement, seule la suppléance du président de la République à la présidence d'un seul Conseil des ministres fut mise en œuvre lors de l'AVC du président Chirac, comme ce fut aussi le cas à plusieurs reprises sous Pompidou et Mitterrand. Mais certains pensent que chacun de ces trois présidents aurait dû démissionner,, observant, à minima, qu'aucun n'a été en mesure de prendre une initiative politique substantielle durant la dernière année à l'Élysée, ce qui témoigne a contrario de la difficulté à déclencher l'empêchement dans cette hypothèse.

#### Distinction entre l'empêchement et d'autres situations
Distinctions avec d'autres notions : elles concernent ici le président de la République mais sont à reprendre pour les autres catégories du présent article.
- l'incompatibilité (par exemple, la fonction de président de la République est incompatible en France avec un mandat parlementaire) postule en pratique non un empêchement mais un choix obligatoire entre deux mandats incompatibles entre eux. Le non-respect d'une incompatibilité, par hypothèse d'école, pourrait être une cause d'empêchement.
- l'intérim du président de la République provisoire ou définitif, peut résulter d'un empêchement quelconque (absence ou indisponibilité momentanée, par exemple) sans forcément que le président de la République soit départi de ses fonctions, c'est-à-dire hors du constat formel de l'empêchement par le Conseil constitutionnel, bien qu'il puisse aussi en être la conséquence. L'intérim est alors définitif (comme en cas de vacance).

Distinction avec les limites à l'exercice de certaines prérogatives :
les limites apportées à la mise en œuvre de dispositions constitutionnelles sont une sorte d'empêchement matériel (et non fonctionnel) qui pèsent sur le président de la République lorsque les conditions extérieures à la disposition en cause sont réunies. Ainsi, les limites apportées à l'usage du référendum (art. 7 al. 4), de la dissolution (art. 7 alinéa 11 et art. 16 al. 5), de la révision (art. 7 al. 11, art. 89 al. 4 et art. 89 al. 5), de la responsabilité gouvernementale (art. 7 al. 11 et, de fait, combinaison art. 16 al. 4/art. 49 al. 2). L'empêchement (supra) est une limite ultime puisque c'est l'exercice de la fonction qui est en cause et non seulement quelques prérogatives.

## Empêchement du Premier ministre ou d'un ministre
Il faut distinguer l'empêchement provisoire (intérim) et l'empêchement définitif. Il n'y a pas de procédure constitutionnelle prévoyant cette dernière hypothèse explicitement hormis celle qui force à la démission collective du Gouvernement consécutivement à son renversement.

### Empêchement provisoire
Ce n'est pas juridiquement une procédure d'empêchement. L'empêchement factuel, qui résulte généralement d'une absence hors du territoire ou d'une hospitalisation, débouche sur une procédure particulière : l'intérim.

### Empêchement définitif
Il recouvre pour l'essentiel une procédure de démission forcée. S'ajoutant à l'incompatibilité désormais respectée en pratique, sauf exception, entre la fonction ministérielle et un mandat d'exécutif local (non cumul des mandats) - qui pourrait contraindre à la démission un ministre voulant finalement conserver son mandat - il répond aux textes et pratiques suivants :

#### Articles 49 et 50 de la constitution
L'article 50 prévoit un cas d'empêchement définitif qui peut, néanmoins, n'être que provisoire en pratique. Tirant les conséquences du refus de la confiance parlementaire résultant de l'application de l'article 49, il oblige le Premier ministre à remettre la démission de son Gouvernement au président de la République. C'est donc un empêchement collectif qui conduira le président à nommer un autre Gouvernement, sachant qu'aucune disposition constitutionnelle n'interdit qu'il renomme le même Premier ministre (cas de Pompidou renommé par le général de Gaulle en 1962) et/ou les mêmes ministres. Par ailleurs et par hypothèse d'école, si le Premier ministre était mis en examen par une juridiction quelconque et qu'en accord avec le président de la République il refusait de démissionner, il n'est pas exclu de penser que les députés pourraient être tentés, en pratique, de renverser son Gouvernement (motion de censure de l'article 49) malgré les liens qui unissent la majorité parlementaire à l'Exécutif.

#### Articles 5 et 8 de la constitution
Si un Premier ministre (ou un ministre) était à titre personnel empêché définitivement pour quelque cause que ce soit (notamment physiquement), il serait immédiatement procédé, en pratique, à son remplacement par le président de la République selon la procédure prévue à l'article 8 de la constitution, malgré les termes de l'alinéa 1er qui conditionne le remplacement du Premier ministre à une démission formelle du Gouvernement. En l'absence de celle-ci, le président pourrait s'appuyer sur l'obligation qui pèse sur lui d'assurer « la continuité de l'État » au titre de l'article 5. Reste à savoir si le remplacement du Premier ministre empêché entraînerait la nomination d'un nouveau Gouvernement, son maintien permettant probablement de mieux respecter la lettre de l'article 8 de la Constitution. 
En dehors de cette hypothèse, l'article 8, au prétexte du parallélisme des formes, sert en pratique de base constitutionnelle à la liberté que s'octroie l'exécutif, hors remaniement ministériel consécutif à la démission du Gouvernement (qui permet déjà d'écarter un ministre notamment battu aux législatives - infra) à forcer un ministre qu'il a nommé (y compris le Premier ministre par hypothèse), à démissionner : soit que son comportement détonne comme celui de certains ministres issus de la société civile, Jean-Jacques Servan-Schreiber éphémère ministre de la réforme en 1974, Alain Bombard éphémère secrétaire d’État à l'Environnement en 1981 ou Léon Schwartzenberg éphémère ministre délégué à la Santé en 1988 ; soit pour un comportement douteux comme Charles Hernu, ministre de la Défense, en 1985 (affaire du Rainbow Warrior), Olivier Stirn, ministre délégué au Tourisme, en 1990 (figurants payés pour son colloque), Hervé Gaymard, ministre de l’Économie, des Finances et de l’Industrie, en 2005 (prise en charge abusive de son duplex familial), Christian Blanc secrétaire d’État au Grand Paris en 2010 (prise en charge abusive de ses cigares personnels), Alain Joyandet secrétaire d’État à la Coopération et à la Francophonie, en 2010 (passe-droit pour son permis de construire et utilisation abusive d'un jet privé), Michèle Alliot-Marie, ministre des Affaires étrangères, en 2011 (critiques de ses vacances tunisiennes) ; soit à cause de ses démêlés judiciaires ou fiscaux (voir infra la jurisprudence Bérégovoy-Balladur) ; soit plus récemment par refus du cumul entre ses fonctions ministérielles et ses responsabilités partisanes (voir infra), qui apparaissent comme autant de motifs d'empêchement à rester ministre.

#### Ministres battus aux élections législatives

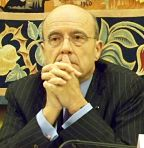
Alain Juppé est la première victime emblématique de la règle après les législatives de 2007

Relancée par le président Sarkozy et mise en œuvre par son Premier ministre, François Fillon, cette règle non écrite, qui veut qu'un ministre, même fraîchement nommé, ne puisse pas rester en fonction s'il a été battu aux élections législatives qui suivent, a été appliquée en 2007 à Alain Juppé, ministre d'État chargé de l'écologie, du développement et de l’aménagement durable, numéro deux du gouvernement de l'époque. Le Premier ministre explique la règle ainsi : « La logique, quand on est battu, ça veut dire qu'on n'a pas le soutien du peuple et qu'on ne peut pas rester au gouvernement ». On en déduit réciproquement qu'un député venant de perdre son siège ne peut pas devenir ministre. Entré au gouvernement le 18 mai 2007, Alain Juppé est battu aux législatives à Bordeaux et ses fonctions prennent fin lors de la démission traditionnelle du gouvernement Fillon au lendemain de l'élection le 18 juin 2007, ce qui lui évite de démissionner formellement. Il retrouve néanmoins sa place dans le gouvernement Fillon III en novembre 2010, successivement comme ministre d'État à la défense puis aux affaires étrangères, ayant été réélu maire de Bordeaux entre-temps en mars 2008 ; ce qui ne signifie pas corrélativement qu'un ministre battu aux élections municipales doive démissionner.

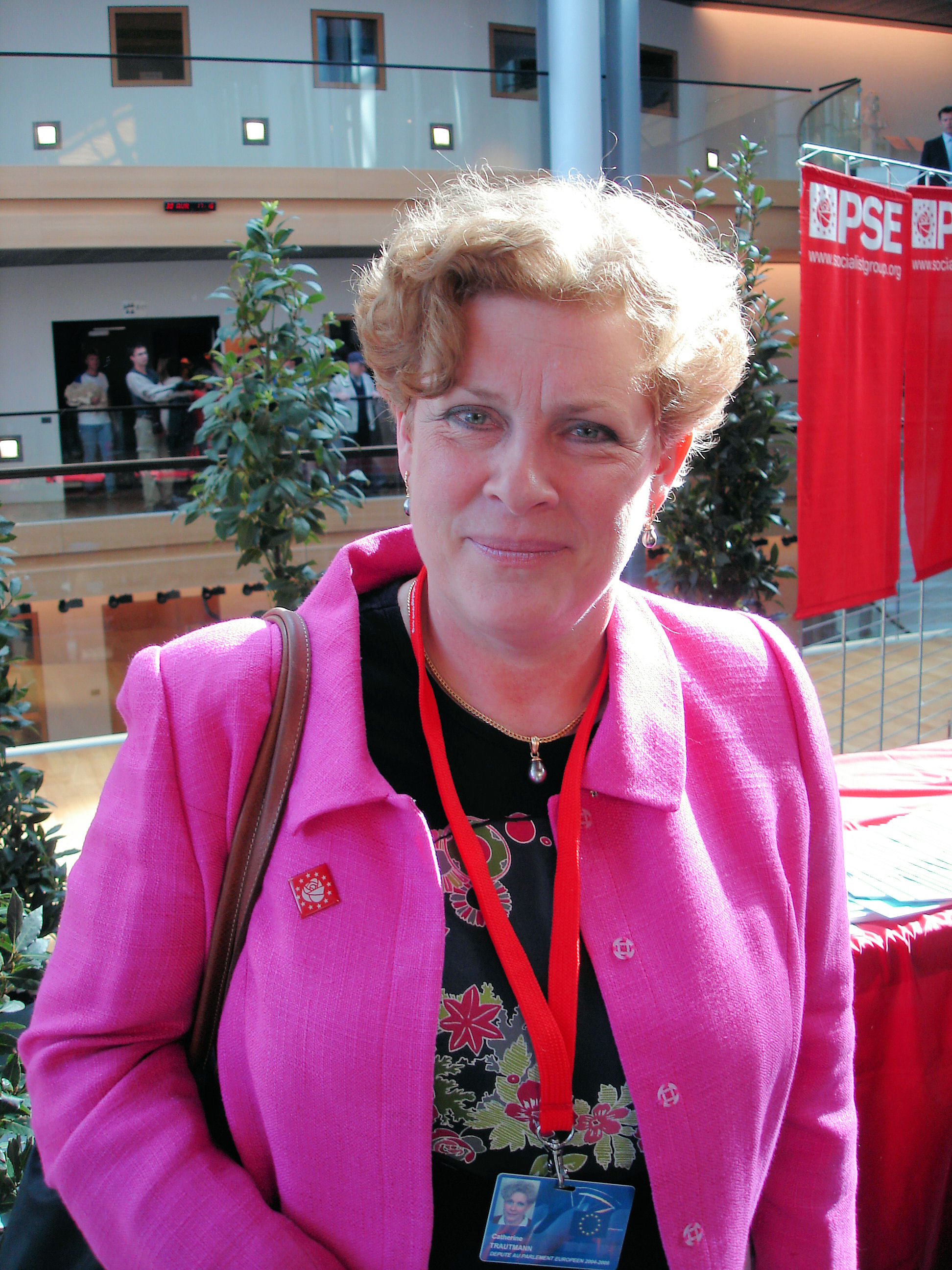
Comme plus tard Alain Juppé, Catherine Trautmann revint au Gouvernement en 1997 après en avoir été écartée en 1988

Avant d'être théorisée par la droite, la règle s'était néanmoins déjà appliquée en 1988. Les socialistes Georgina Dufoix et Catherine Trautmann, respectivement ministre chargée des Questions familiales et Secrétaire d'État auprès du ministre des Affaires sociales et de l'emploi, dans le gouvernement Michel Rocard (1), en avaient fait les frais en n'étant pas reconduites lors du second gouvernement Rocard constitué après les législatives. Il s'agissait de députés sortants. À l'inverse, elle avait épargné des ministres en conquête d'un siège : Roger Bambuck, Bernard Kouchner, Brice Lalonde, François Doubin et Thierry de Beaucé à gauche en 1988, et Dominique Versini à droite en 2002. Catherine Trautmann rejoindra le gouvernement Lionel Jospin comme Ministre de la Culture et de la Communication en 1997 simultanément à son élection comme député. En revanche, ce fut la fin de la carrière ministérielle de Georgina Dufoix qui dut faire face à l'affaire du sang contaminé.
Dès la constitution de son gouvernement le 16 mai 2012, Jean-Marc Ayrault, Premier ministre de François Hollande annonce qu'il appliquera également la règle à tout ministre candidat aux prochaines législatives qui ne serait pas élu, y compris à lui-même au nom de « l'esprit de responsabilité ». Il ne tranche pas le cas de ceux qui sont les suppléants d'un candidat qui serait battu et ne semble pas faire de distinction entre les ministres députés sortants et les ministres en conquête. L'obligation de postuler, même si on est député sortant, n'étant pas posée dans la règle, deux ministres déclarés renoncent à se présenter après cette annonce (Najat Belkacem et Christiane Taubira) et un autre ne se présente plus que comme suppléant (Michel Sapin). Au total, onze ministres ne sont pas candidats. Cependant, tous les ministres candidats remportent leur siège au premier tour ou au second tour des législatives 2012. Le 15 mai 2017, lors de la formation du gouvernement Édouard Philippe, le président Macron fait savoir que la même règle sera appliquée à l'issue des prochaines législatives; le premier ministre précisant ensuite : « C'est la tradition républicaine.../... Ça a toujours été comme ça, et c'est assez sain ». Sont concernés six ministres et secrétaires d'État sur vingt-deux : Richard Ferrand, Bruno Le Maire, Annick Girardin, Marielle de Sarnez, Christophe Castaner et Mounir Mahjoubi, qui seront finalement tous élus ou réélus en juin 2017.
La règle peut sembler paradoxale et amène quelques critiques. Elle semble postuler que tout ministre est présumé disposer d'une légitimité parlementaire et de l'onction populaire jusqu'à ce que les urnes y apporte un démenti, alors même que certains ministres n'ont jamais détenu de mandat législatif (autant les ministres « politiques » que ceux issus de la société civile) et que d'autres ne se risquent pas à le solliciter dès lors qu'ils sont au gouvernement. Cela contredit le principe français de l'incompatibilité entre les fonctions ministérielles et parlementaires (article C. 23). D'ailleurs, en vertu de ce principe constitutionnel, un ministre fraîchement nommé, choisit de démissionner de son mandat de député, s'il est élu, au profit de son suppléant, alors qu'il a pourtant sollicité les suffrages des électeurs. Inversement, la règle décourage toute prise de risque électoral. Un sondage effectué en juin 2012 montre cependant que les Français plébisciteraient cette pratique à 67 %. Même si on est encore loin, cette règle, ainsi que celle nouvelle qui veut qu'un ministre perdant son portefeuille retrouve automatiquement son mandat de député, tend à rapprocher le système français du système parlementaire britannique où les ministres sont tous parlementaires et le restent et inversement ne peuvent poursuivre leur fonction ministérielle s'ils sont battus.

#### Jurisprudence Bérégovoy-Balladur

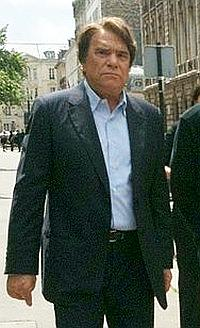
Bernard Tapie inaugura en 1992 ce qui deviendra la jurisprudence Bérégovoy-Balladur.

La mise en examen d'un ministre en poste (ou du Premier ministre) par une juridiction ordinaire ou, par hypothèse, sa mise en cause devant la Cour de justice de la République, ne sont juridiquement pas un motif d'empêchement. La constitution n’encadre d'ailleurs que le statut pénal des ministres pour l’exercice de délits commis lors de l’exercice de leurs fonctions (Titre X). Pourtant, en pratique, on constate que le ministre concerné est contraint à la démission ou est écarté du Gouvernement. Cela s'est déjà produit vingt et une fois sous la Cinquième République, avec une tendance au durcissement puisqu'il semble parfois suffire que des accusations soient proférées contre l'intéressé ou que soit déclenchée une information judiciaire ou une enquête préliminaire, voire seulement un accroc à l'exemplarité sans poursuites judiciaires en cours. La pratique est cependant fluctuante et cette jurisprudence exigeante s'évalue toujours au cas par cas.
Le premier cas remonte à 1972, avec Philippe Dechartre, secrétaire d’État auprès du ministre du Travail, de l'Emploi et de la Population, dans le gouvernement Chaban-Delmas, qui venait d'être condamné dans une affaire immobilière à une forte amende correctionnelle. Mais, depuis 1992, cela semble être devenu un principe en vertu de ce que l’on a pris coutume de nommer la jurisprudence Bérégovoy-Balladur. Inventée par Pierre Bérégovoy, Premier ministre socialiste, à l'occasion des ennuis judiciaires de Bernard Tapie, cette règle non écrite qui veut que tout ministre mis en examen démissionne a été reprise et appliquée par son successeur, de droite, Édouard Balladur, et a continué de s'imposer ensuite avec des variantes, dans un contexte de plus grande intolérance à l'égard de ces affaires impliquant les dirigeants politiques.
S'il vise surtout à mettre le Gouvernement à l’abri des éclaboussures éventuelles, ce retrait momentané du devant de la scène politique serait censé permettre au ministre concerné de mieux se défendre devant la justice. D'autres avancent également que cela évite la collusion gouvernementale entre le ministre incriminé et le Garde des sceaux qui chapeaute le parquet, notamment les procureurs de la République. Mais cette pratique qui s'impose politiquement est parfois dénoncée comme contraire à la présomption d'innocence.

#### Ministre et responsabilités partisanes: les cas Sarkozy et Macron

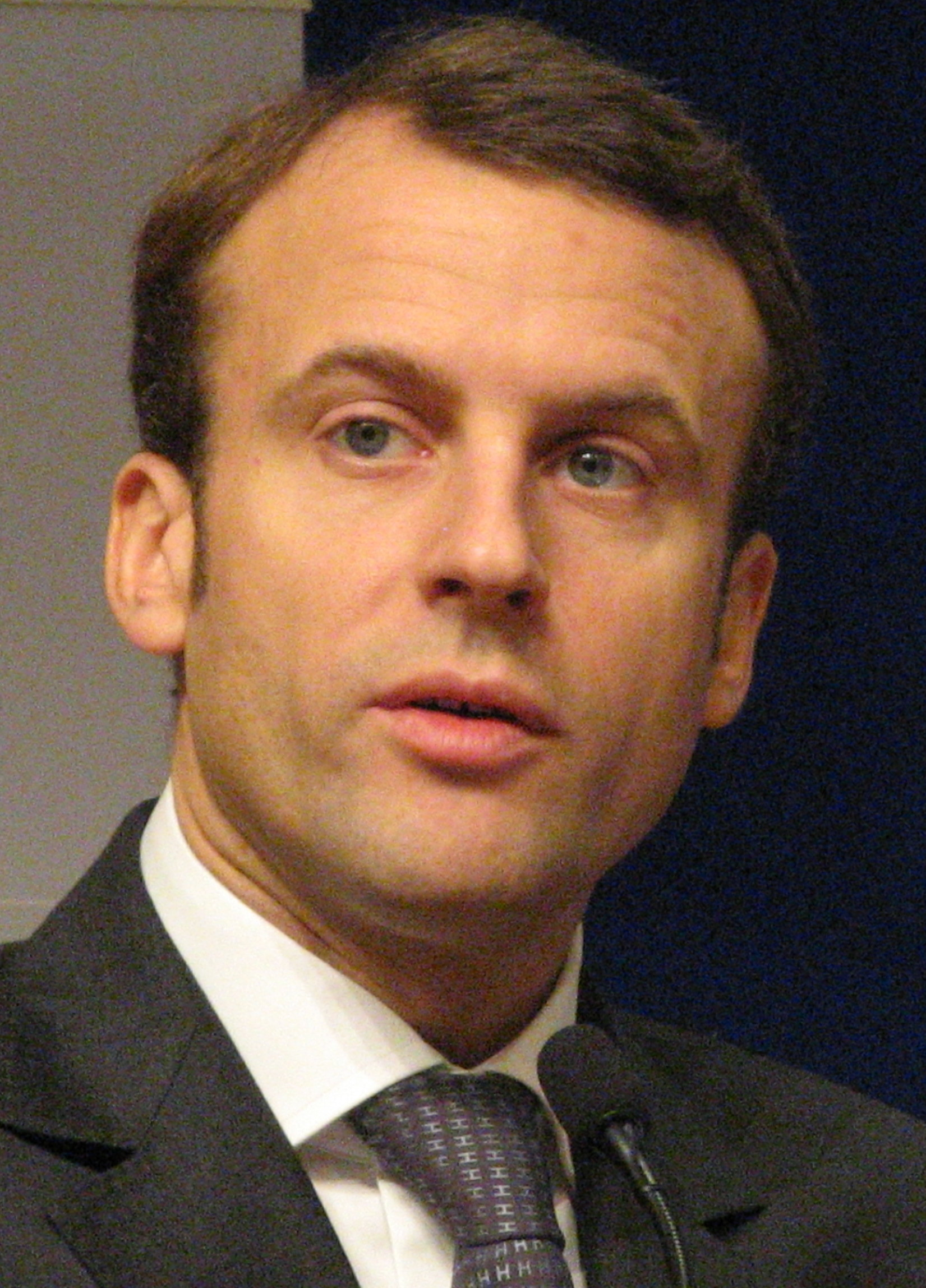
Emmanuel Macron : une démission forcée atypique

Annoncée le 30 août 2016, la fin des fonctions ministérielles d'Emmanuel Macron, ministre de l'Économie, de l'Industrie et du Numérique du Gouvernement Manuel Valls (2) prend elle aussi la forme d'une démission forcée mais qui peut sembler cette fois totalement maîtrisée par l'intéressé, au moins son timing, dans la perspective de la prochaine échéance présidentielle de 2017. Encore ministre, ce dernier a multiplié les polémiques et a notamment créé son propre mouvement politique « En marche ! » le 6 avril, le réunissant en meeting avec un certain écho le 12 juillet, et compte désormais s'y consacrer. Toutefois, lorsqu'il est reçu la veille de son départ par le président Hollande, pour discuter de son attitude, le Chef de l'État enjoint une nouvelle fois son ministre à respecter les règles, celles qu'il avait solennellement énoncées à son adresse dans son discours du 14 juillet précédent et qui pourraient désormais faire référence en la matière : « la solidarité, l'esprit d'équipe, défendre le bilan, être à plein temps dans sa tâche et servir jusqu'au bout. Respecter ces règles, c'est rester au gouvernement, ne pas respecter ces règles, c'est ne pas y rester ». De fait, commentant le départ du ministre, l'Élysée confie à la presse : « Il a fait le choix de ne plus se conformer aux règles données par le Président et d'en tirer les conséquences en démissionnant ». Ainsi, la direction d'un mouvement politique, accessoirement la rivalité potentielle supposée avec le Chef de l'État en vue des prochaines présidentielles, semblent empêcher de rester ministre. 
À cet égard, la pratique au début de la Ve République est pourtant plutôt inverse, ne s'infléchissant timidement que sous le président Chirac avec le précédent Sarkozy et plus nettement sous le président Hollande sans que l'on puisse présager sa pérennité. Le principe semble même oublié au début du quinquennat Macron. 
Ainsi a contrario, le cas de Valéry Giscard d'Estaing, ministre des Finances en 1969 sous Georges Pompidou, pourtant leader des Républicains indépendants jusqu'à son élection à la présidence de la République en 1974 ; celui de Jacques Chirac (plusieurs fois candidat à la présidentielle avant d'être élu), Premier ministre en 1974 sous Valéry Giscard d'Estaing, qui s'empare de la direction de l'UDR à peine 7 mois après son accession à Matignon, dans un climat de tension avec le Chef de l'État mais qui ne choisira de démissionner que deux ans plus tard ; ceux de Jean Lecanuet (ancien candidat à la présidentielle), Garde des Sceaux en 1974 puis ministre chargé du Plan et de l'Aménagement du Territoire en 1976 sous Giscard d'Estaing, Pierre Méhaignerie ministre de l'Équipement, du Logement en 1986, puis Garde des Sceaux en 1993 sous la cohabitation Mitterrand/Balladur, et François Bayrou (ultérieurement candidat à la présidentielle) ministre de l'Éducation nationale en 1993 sous la dite cohabitation Mitterrand/Balladur puis sous Chirac, qui se succèdent simultanément à la présidence du CDS en restant au Gouvernement ; celui de Marie-George Buffet (ultérieurement candidat à la présidentielle), ministre de la Jeunesse et des Sports pendant toute la cohabitation Chirac/Jospin, qui prend la tête du PCF en 2001 ; celui de Nicolas Sarkozy, de retour comme ministre de l'intérieur en 2005 sous Chirac, qui préside l'UMP simultanément jusqu'à l'élection présidentielle de 2007 où il sera élu. Cependant, ce cumul avait d'abord été jugé impossible par le dit président Chirac, lors de son interview du 14 juillet 2004, au point de forcer son ministre à démissionner du gouvernement lors de son accession à la tête de son parti, ce qui est le premier cas de ce type à faire jurisprudence, avec un contexte similaire de concurrence au président de la République ; toujours a contrario, celui de Jean-Louis Borloo, ministre de l'Économie et des Finances en 2007 puis de l'Écologie la même année sous le président Sarkozy, président du Parti Radical ; durant la même période, ceux d'Hervé Morin, (souhaitera ultérieurement être candidat à la présidentielle) ministre de la Défense en 2007, président du Nouveau Centre et de Jean-Marie Bockel, secrétaire d'État à la Défense en 2008, puis à la Justice en 2009, président de La Gauche moderne, sans compter les membres du Gouvernement leader ou porte-parole d'un courant lié à l'UMP comme Éric Besson (Les Progressistes) et Marie-Anne Montchamp (République solidaire).
Néanmoins, sous le quinquennat Hollande, l'entrée au Gouvernement, comme ministres du Logement, des leaders successifs d'Europe Écologie Les Verts, Cécile Duflot en 2012 (ultérieurement candidate à la primaire écologiste pour la présidentielle) et Emmanuelle Cosse en 2016, semble confirmer la jurisprudence et coïncide avec l'abandon de leurs fonctions partisanes (toutefois près d'un mois et demi après sa nomination pour C. Duflot critiquée dans son parti pour cette « confusion des genres »), tandis que celle de Jean-Vincent Placé, secrétaire d'État chargé de la Réforme de l'État et de la Simplification en 2016, coïncide théoriquement avec la mise en sommeil de ses responsabilités à la tête de la récente Union des démocrates et des écologistes, de même que Jean-Michel Baylet (candidat à la primaire socialiste pour la présidentielle), ministre de l'Aménagement du territoire, président du Parti radical de gauche, s'est fait remplacer six jours après sa nomination par Sylvia Pinel à la tête du parti, tout comme Dominique Voynet (deux fois candidate à la présidentielle) n'avait repris la tête des Verts qu'après avoir quitté le Ministère de l'Aménagement du territoire et de l'Environnement en 2001 durant la cohabitation Chirac/Jospin. Le mouvement « Désirs d’avenir », que préside Ségolène Royal depuis 2009 (ancienne candidate à la présidentielle), ultérieurement nommée ministre de l'Environnement en 2014, destiné à soutenir son action politique en marge du Parti socialiste, est toujours potentiellement actif concomitamment, mais en sommeil. 
Le départ « forcé » d'Emmanuel Macron, le second cas sous la Ve République mais sans perspectives de retour, reste cependant singulier puisqu'il semble que le Chef de l'État ait donné le choix à son ministre, par ailleurs assez populaire (sans présager qu'il serait son successeur), supposément selon les médias compte tenu du « coup dur » politique que celui-ci serait susceptible de lui causer. Cependant, entrés au gouvernement Édouard Philippe sous la présidence Macron le 15 mai 2017, François Bayrou et Marielle de Sarnez, respectivement président et vice-présidente du MoDem, sont restés à la tête de leur parti jusqu'à leur démission du gouvernement (pour d'autres motifs) en juin 2017 ; de même Christophe Castaner, élu le 18 novembre 2017 à la tête de LREM, est-il resté secrétaire d'État. Il a néanmoins dû abandonner sa fonction de porte-parole du gouvernement.

## Empêchement des membres du Conseil constitutionnel
Les obligations et situation des membres du Conseil constitutionnel dont le manquement ou le constat peuvent constituer un empêchement à la poursuite de leurs fonctions, sont strictement énumérées par les textes qui régissent le fonctionnement du Conseil mais la pratique se heurte principalement, à la fois, au fait qu'elles ne concernent formellement que les membres nommés, à la définition floue du devoir de réserve et à l'impartialité suspecte de l'organe de contrôle, le Conseil constitutionnel étant seul juge du comportement de ses membres et de son président.

### Empêchement des membres nommés du Conseil constitutionnel

#### En droit
Les cas d'empêchement auxquels s'exposent les membres nommés résultent de la situation dans laquelle peut les mettre une candidature à un mandat électif public, un manquement à leurs obligations, une incapacité physique ou la perte de leurs droits civils et politiques, les uns ou les autres dûment constatés par le Conseil, tels que définis par les articles 3 à 5 et 10 et 11 de l'ordonnance no 58-1067 du 7 novembre 1958 et les articles 1, 2 et 4 du décret no 59-1292 du 13 novembre 1959. Le cas échéant, le Conseil, qui apprécie souverainement les manquements éventuels ou l'incapacité physique, ou prend acte de la déchéance des droits civiques, peut ou doit prononcer une démission d'office (art. 10 de l'ordonnance). La décision, insusceptible de recours (art. C 62), est prise à la majorité simple, à bulletin secret (art. 5 à 8 du décret). Cela revient à constater un empêchement définitif. Il existe cependant un cas d'empêchement temporaire concernant les membres candidats à une élection qui doivent solliciter leur mise en congé pour la durée de la campagne électorale (art. 4 du décret). Ensuite, s'ils sont élus, ils entrent dans un des cas d'incompatibilité prévu (art. 4 de l'ordonnance et article 57 de la Constitution).

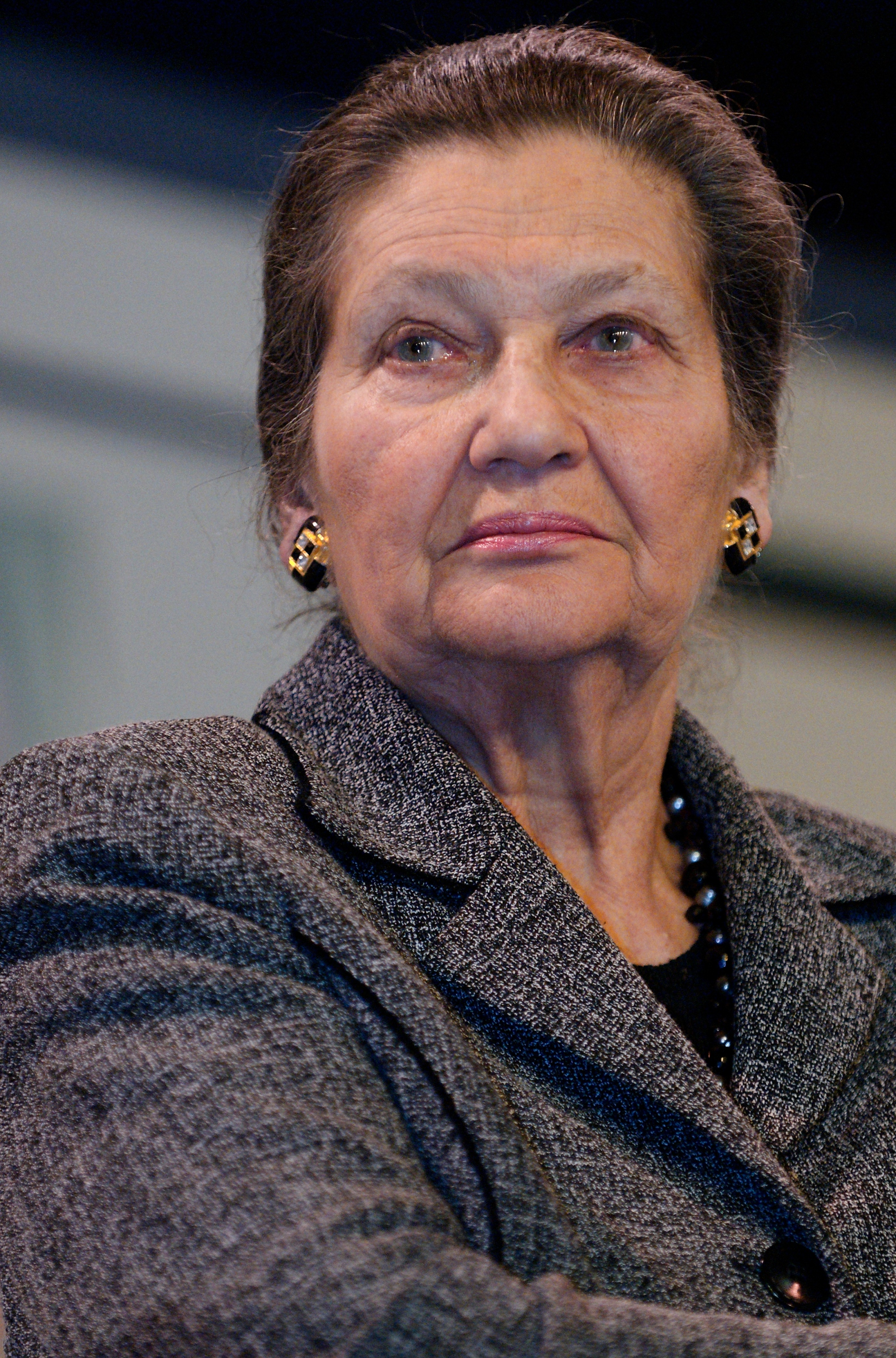
En pratique, Simone Veil semble avoir pris quelques libertés avec son devoir de réserve (infra)

Les manquements auxquels les membres sont susceptibles de répondre peuvent concerner leur obligation générale de « s'abstenir de tout ce qui pourrait compromettre l'indépendance et la dignité de leurs fonctions » (art. 1er du décret), leur devoir d'impartialité, le respect du secret des délibérations et des votes, l'interdiction de prendre position publiquement sur les questions ayant fait ou susceptibles de faire l'objet de décisions de la part du Conseil, l'interdiction de consultation sur ces questions (art. 3, 5, 7 de l'ordonnance et art. 2 du décret), l'interdiction de laisser mentionner leur qualité de membre du Conseil constitutionnel dans tout document susceptible d'être publié et relatif à toute activité publique ou privée (art. 2 du décret). Le non-respect des incompatibilités prévues (art. 4 et 5 de l'ordonnance) est également un motif qui expose à la démission d'office (art. 10 de l'ordonnance).
Ces obligations impliquent notamment un devoir de réserve. Sachant que le Conseil apprécie souverainement sa portée (art. 5 du décret) et en l'absence de décision explicite sur ce point, toute la question est de savoir comment l'interpréter dans l'absolu, ou strictement comme ne se rapportant uniquement qu'aux questions susceptibles d'entrer dans les compétences du Conseil, dans le présent comme dans le futur, ce qui délimite déjà un vaste périmètre si l'on considère les questions incidentes, ou largement en tant qu'il imposerait un devoir de neutralité et le silence absolus, proscrivant ainsi toute forme publique d'intervention ou d'engagement politique, institutionnel ou autre, pour que la notoriété qu'aurait l'avis d'un membre, ou son comportement, ne puisse pas avoir une influence quelconque à l'extérieur et qu'on ne puisse pas soupçonner son inclinaison à l'intérieur du Conseil, évitant ainsi toute mise en cause de son impartialité. Le périmètre de cette dernière notion est lui-même imprécis. L’impartialité contraint chaque juge à se prononcer sur les affaires qui lui sont soumises en faisant abstraction de ses préjugés. Pour en saisir la portée, on peut se reporter utilement à la jurisprudence de la Cour européenne des droits de l'homme (CEDH). Soulignons, par ailleurs, que la mise en congé prévu par l'article 4 du décret (supra) postule d'admettre qu'une forme d'engagement politique est possible temporairement, tout en conservant sa place au Conseil, pour faire campagne en vue de son élection ; corrélativement cet engagement est impossible sinon et entre dans la prescription générale de l'article 1er du dit décret (supra). La comparaison avec le devoir de réserve et les obligations imposés aux magistrats de l'ordre judiciaire, ainsi qu'avec les inéligibilités qui pèsent sur l'ensemble des magistrats est intéressante, mais doit donc être faite avec prudence. Toujours pour comparaison, notons la relative liberté d'attitude et de parole qu'ont les juges de la Cour suprême des États-Unis dont notre Conseil constitutionnel n'est toutefois qu'un lointain cousin qui ignore, par exemple, la possibilité d'accompagner ses décisions des opinions dissidentes, comme cela est admis outre-Atlantique (et par la CEDH).
L'empêchement définitif pour incapacité physique que peut être amené à constater le Conseil doit se fonder sur une incapacité permanente qui rende impossible la poursuite des fonctions (art. 11 de l'ordonnance), ce que le dit Conseil apprécie souverainement.
Ces dispositions s'appliquent théoriquement également au président du Conseil qui est un membre nommé mais, en pratique, constituent seulement un point de repère pour apprécier la situation des membres de droit (complétées des cas d'incompatibilité).

#### En pratique
Aucune de ces dispositions n'a eu à s'appliquer depuis la création du Conseil. Il existe d'ailleurs deux échappatoires : d'une part, un membre peut démissionner préventivement (art. 9 de l'ordonnance) ; d'autre part, les membres peuvent ponctuellement « se déporter » (se récuser), notamment à l'occasion d'une question prioritaire de constitutionnalité (QPC) qui les concerne, même si cette récusation est envisagée de manière restrictive par le règlement intérieur du Conseil,, ce qui néanmoins, avec l'usage que font les membres de la mise en congé (infra), revient à entériner une « impartialité à éclipses ».
Les doutes sur l'impartialité de certains des membres du Conseil constituent d'ailleurs une question récurrente, à l'occasion de la nomination de nouveaux membres, du rendu de certaines décisions ou à la lumière du contrôle que pourrait désormais s'autoriser la CEDH sur le Conseil (respect du procès équitable) depuis l'introduction de la QPC qui pose avec plus d'acuité encore la question de la récusation, voire d'une refonte (au moins) de la composition du Conseil constitutionnel.

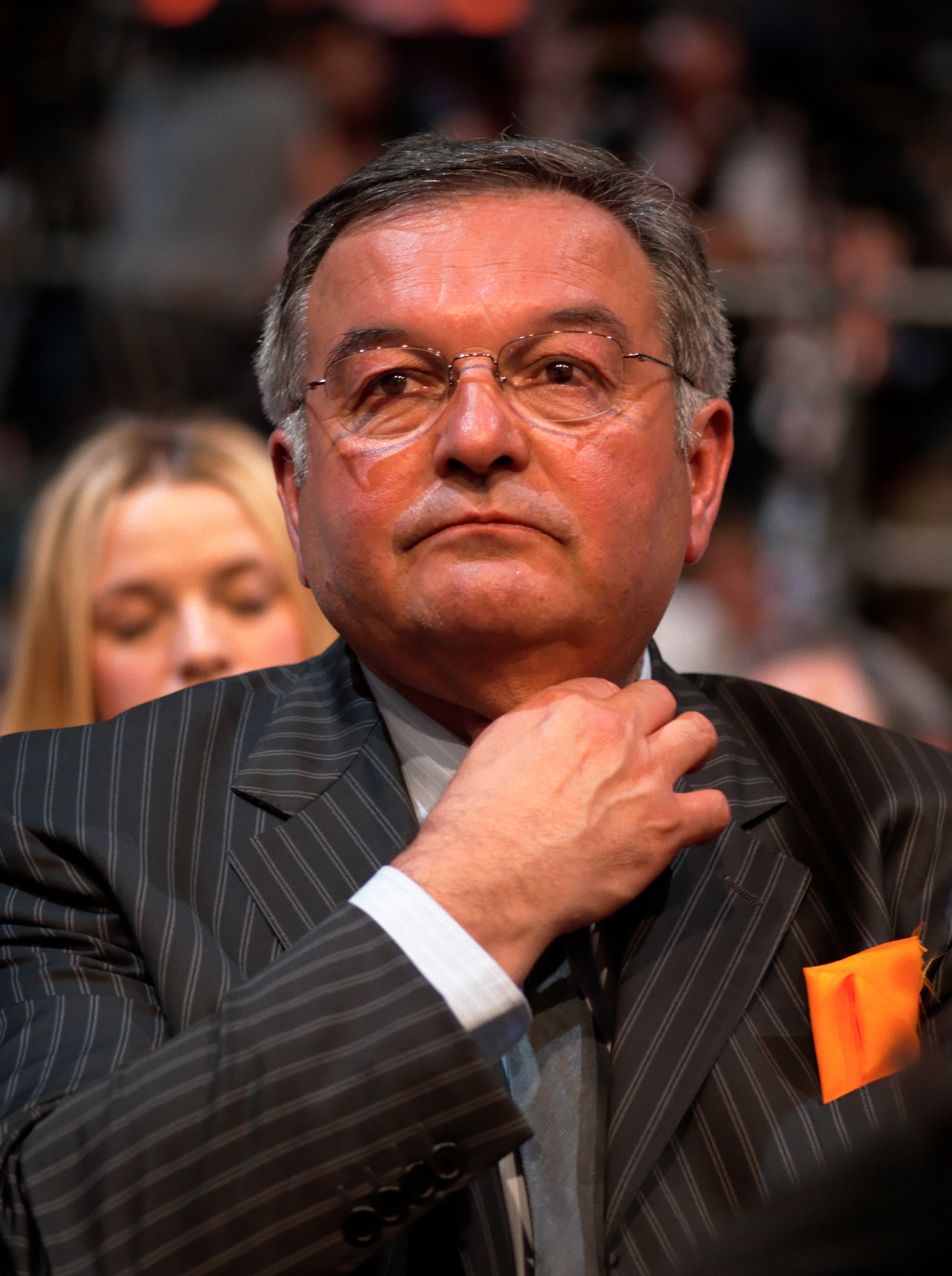
Cible d'une enquête préliminaire, Michel Mercier renonce le 8 août 2017 à prêter serment pour entrer au Conseil constitutionnel.

Par ailleurs, en dehors du cas posé par les membres de droit (infra), on relève quelques accrocs majeurs au devoir de réserve qui seront sans suite au sein du Conseil : celui de Pierre Mazeaud, futur président de l'institution, chargé en janvier 2003 d'une mission de médiation politique en Côte d'Ivoire et initiateur des « accords de Marcoussis », ce qui interroge autant le devoir de réserve qu'une possible incompatibilité quand on connaît les imbrications possibles entre la politique africaine de la France et ses affaires intérieures à l'époque, bien qu'il ne fût pas le seul à pratiquer ce mélange des genres ; ceux de Simone Veil qui se fait mettre en congé pour « convenances personnelles » en avril 2005 (procédure non prévue pour une finalité politique autre qu'une campagne électorale) pour la durée de la campagne référendaire relative au traité établissant une Constitution pour l'Europe, à laquelle elle prend une part active; en octobre 2007, elle se déclare par ailleurs opposée à l'amendement de Thierry Mariani sur le recours à des tests ADN pour les candidats au regroupement familial et s'interroge en conséquence sur l'opportunité pour le Conseil constitutionnel de censurer la loi Hortefeux sur l'immigration, ; ceux de Jean-Louis Debré membre-président du Conseil, en 2008 et 2010 (infra) ; celui de Jacques Barrot qui, à peine nommé, se prononce ouvertement en 2010 sur la façon dont il conçoit l’institution : « ce serait une erreur de transformer le Conseil en Cour constitutionnelle » (Le Monde, 25 février 2010) ; celui d'Alain Juppé qui en 2020 soutient la candidature de son poulain à la mairie de Bordeaux par sa présence ostensible et répétée à ses côtés ; sans compter les membres qui poursuivirent leurs productions universitaires. Seul l'engagement de Simone Veil en 2005 donnera lieu à de vives polémiques, certains réclamant sa démission, dont le futur président du Conseil constitutionnel, Jean-Louis Debré,, même si d'autres prétendent qu'il ne s'agissait pas pour elle de prendre position sur des domaines possiblement de la compétence du Conseil.
Le seul cas sanctionné implicitement, que la pratique révèle, est en amont de l'entrée au Conseil constitutionnel et concerne la nomination du sénateur Michel Mercier, proposée par le président du Sénat et publiée au journal officiel du 3 août 2017. Visé par une enquête préliminaire du parquet financier concernant le soupçon d'emploi fictif, à propos de sa fille rémunérée comme attachée parlementaire à mi-temps pour 2 000 € mensuels, Michel Mercier a finalement renoncé le 8 août à intégrer la haute assemblée, après un communiqué de celle-ci interprété comme une pression pour son renoncement. Une affaire qui n'est pas sans rappeler la démission du président Dumas pour cause d'affaire judiciaire (infra) et qui intervient au moment où les médias et l'opinion sont particulièrement sensibles à la moralisation de la vie politique.

### Empêchement du président du Conseil constitutionnel

#### Cas de Roland Dumas
Il s'est posé, en pratique, lors de la mise en examen de Roland Dumas le 29 avril 1998, par les juges d'instruction Eva Joly et Laurence Vichnievsky dans le dossier concernant l'affaire Elf.

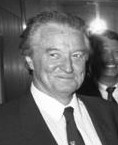
Roland Dumas, contraint à la démission en 2000.

Si certains demandaient sa démission de la présidence du Conseil constitutionnel, comme Alain Peyrefitte ou Valéry Giscard d'Estaing, le président Chirac soulignait que rien ne l'y obligeait et que lui-même n'avait pas le pouvoir de le révoquer sans qu'une décision de justice ne l'y contraigne. Or, s'il appartient bien au président de la République de nommer le président du Conseil constitutionnel (art. CC 56 al. 3), ses membres sont inamovibles. Le règlement du Conseil constitutionnel ne prévoit d'ailleurs que les cas d'empêchement physique, l'incompatibilité et l'atteinte à l'indépendance et la dignité de la fonction (supra). La question s'est cependant posée compte tenu du précédent créé en 1986 par le président Mitterrand qui avait nommé Robert Badinter à la présidence du Conseil, avant la fin du mandat du président en place, Daniel Mayer, après avoir demandé à ce dernier, semble-t-il, de démissionner préalablement (ce qu'il fit mais en restant membre du Conseil). Dans le silence des textes à ce propos, l'attitude du président Mitterrand laissait donc à penser qu'existait une révocation implicite des fonctions de président, dès lors que le président de la République semblait pouvoir user de son pouvoir de nomination à tout moment sans pour autant atteindre à l'inamovibilité de celui-ci en tant que membre du Conseil. C'est cette interprétation controversée que rejeta implicitement le président Chirac en n'agissant pas. De son côté, amenée incidemment à se prononcer sur le maintien du président R. Dumas à la tête du Conseil, la chambre d'accusation de la cour d'appel de Paris s'y était elle aussi refusée en invoquant notamment le principe de la présomption d'innocence (décision du 22 septembre 1999).
Finalement, R. Dumas décidera de suspendre l'exercice de ses fonctions le 24 mars 1999 (utilisation singulière de la mise en congé), puis de démissionner du Conseil constitutionnel (présidence et membre), sous la pression de ses membres, le 1er mars 2000. Normalement son mandat aurait dû se poursuivre jusqu'au 8 mars 2004, ce qui aurait fini par poser problème car R. Dumas fut effectivement condamné dans cette affaire en 2003. Il devait cependant être relaxé en appel. L'empêchement provisoire du président Dumas, conséquence de son indisponibilité volontaire, entraîna un intérim qui fut assuré par le doyen d'âge, Yves Guéna, qui sera lui-même nommé président du Conseil constitutionnel par le président de la République, après la démission effective de Roland Dumas.

#### Cas de Jean-Louis Debré
Interrogé en mai 2005 dans le cadre de l'émission Question d'info (en commun sur la chaîne de télévision La Chaîne Parlementaire et la radio France Info), Jean-Louis Debré, député et futur président du Conseil constitutionnel invitait Simone Veil à démissionner de cette institution à raison de son implication dans la campagne référendaire pour une constitution de l'Europe. Pourtant, sans que l'on puisse noter de réactions notables, le président Jean-Louis Debré (nommé en 2007) sort une nouvelle fois, en octobre 2010, du devoir de réserve attaché à sa qualité de membre du Conseil (supra), jugeant « inutile pour lui, pour la France » le procès à venir de Jacques Chirac, ce qui, en tant que magistrat constitutionnel, le met implicitement en position institutionnelle critique vis-à-vis du juge pénal. Précédemment, le 3 février 2008, il intervient médiatiquement, visant implicitement la vie privée prétendument bling-bling du président Sarkozy, pour appeler à une « certaine retenue » ; le 22 mars 2008, il intervient sur l'antenne d'Europe 1 pour dire ce qu'il pense, à propos de l'affaire Chantal Sébire sur l'euthanasie et l'application de la loi Leonetti ; le 9 juin 2008, il intervient dans le quotidien Le Parisien pour défendre les équilibres de la Constitution de la Cinquième République, œuvre de son père et du général de Gaulle, visant explicitement une prétendue instabilité constitutionnelle et implicitement la révision constitutionnelle entreprise par Nicolas Sarkozy. Il conduit son mandat jusqu'à son terme en mars 2016, date à laquelle il est nommé président du Conseil supérieur des archives, puis entame simultanément une carrière de chroniqueur à la radio et à la télévision.

### Cas en suspens des membres de droit du Conseil constitutionnel

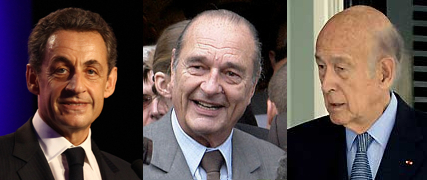
Trois anciens présidents de la Ve République ont déjà siégé comme membre de droit au Conseil constitutionnel : Valéry Giscard d'Estaing, Jacques Chirac et Nicolas Sarkozy. Le président Georges Pompidou n'a pas eu le temps d'être membre ès qualité. Charles de Gaulle et François Mitterrand n'ont pas voulu siéger, peu de temps avant leur décès. François Hollande n'a jamais encore siégé mais le pourrait encore.

Membres de droit du Conseil constitutionnel, les anciens présidents de la République le sont à vie (art. CC 56 al. 2) et si la pratique démontre qu'ils peuvent décider d'eux-mêmes de ne plus siéger, on ne peut les y contraindre. Par ailleurs, ils ne peuvent pas formellement démissionner, ni être révoqués. En droit, aucune procédure d'empêchement n'existe donc à leur égard et bien que l'on puisse avoir du mal à admettre qu'ils peuvent librement s'affranchir des obligations qui pèsent sur les autres membres, ils sont dispensés de serment et leur situation est, de facto, particulière.
En pratique, néanmoins, bien qu'aucune disposition ne prévoie clairement ces hypothèses, le cas singulier de l'ancien président, Jacques Chirac pose à terme la question de l'incapacité à siéger lucidement, notamment pour cause de vieillesse, ce qui concerne potentiellement tout ancien président de la République siégeant au Conseil. Il soulève aussi la question de l'incidence que peut avoir une condamnation pénale. Tandis que l'ancien président Valéry Giscard d’Estaing, s'inspirant de l'exemple du président Vincent Auriol, a de lui-même institué un précédent pour pouvoir poursuivre sa vie politique et que le président Nicolas Sarkozy s'est trouvé en situation inédite d'être juge et partie. Reste une hypothèse d'école : le cas d'un ancien président qui serait de nouveau élu président alors qu'il est déjà membre à vie du Conseil.
Ceci explique, entre autres, que les propositions de supprimer les membres de droit se succèdent depuis près de trois décennies.

#### Cas du président Chirac
Dans les faits, la dégradation de l'état de santé de l'ancien président Jacques Chirac arguée en septembre 2011 pour que ce dernier ne comparaisse pas au procès correctionnel qui lui est intenté dans l'« affaire des emplois fictifs de la mairie de Paris », au motif qu'il n'a plus, de manière définitive, toute sa capacité de jugement, laisse planer le doute sur sa possibilité de continuer à assumer sa fonction au Conseil constitutionnel. Pour autant, le problème que pose sa santé n'est pas encore réellement soulevé officiellement par le Conseil, sans doute par décence à l'égard de l'ancien président, et ne mériterait de l'être en pratique que si celui-ci manifestait sa volonté de continuer à siéger malgré son handicap ; ce qui est un risque, puisque, souffrant aussi d'anosognosie, il n'en aurait pas pleinement conscience. Il resterait à envisager de manière extensive l'hypothèse d'un empêchement « physique » que prévoit seulement les statuts pour les membres nommés (supra), pour l'appliquer à un membre à vie, ce qui semble malaisé, d'autant qu'il ne s'agit pas ici de justifier d'un recomplétement de l'effectif théorique du Conseil par un conseiller valide puisque les membres de droit sont des membres surnuméraires. Cependant, Jacques Chirac s'est mis volontairement en congé du Conseil pour cause de procès depuis mars 2011, ce qui postule, au passage, qu'il y aurait bien là, en pratique, un motif judiciaire implicite d'empêchement temporaire (validation de la jurisprudence Dumas). Sa condamnation correctionnelle à 2 ans de prison avec sursis, dans l'affaire précitée, le 15 décembre 2011, créé en outre un précédent qui interroge et amène l'ancienne magistrate Eva Joly à demander sa démission. Tout en reconnaissant que l'hypothèse n'est pas prévue par les textes régissant le conseil, elle invoque un principe général de droit s'appliquant à tout juge. Toutefois, depuis son procès, l'ancien président n'a pas repris sa place au Conseil où il est cependant venu fêter son anniversaire (80 ans) en décembre 2012, manifestement en guise d'adieu, sept ans avant son décès en 2019.

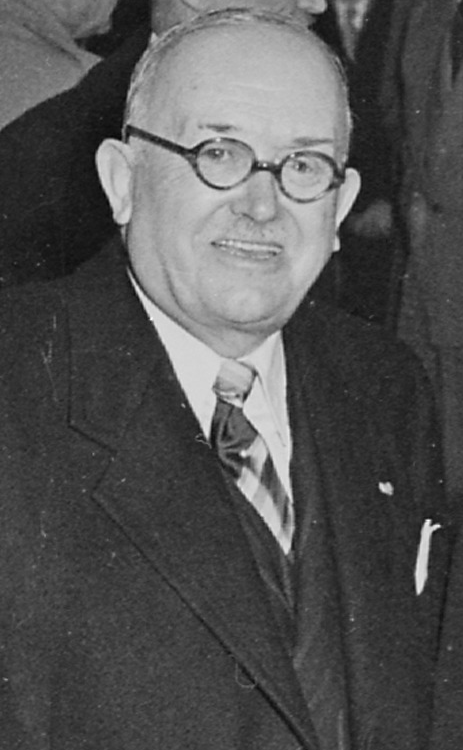
Siègeant aux côtés de son successeur René Coty, l'ancien président de la IVe République, Vincent Auriol, fut le premier membre de droit accusé de ne pas respecter son devoir de réserve.

#### Cas du président Giscard d’Estaing
Le président Giscard d’Estaing (VGE) a instauré un autre précédent. Pour garder sa liberté de parole sur le plan politique, l'ancien président renonça à siéger au Conseil entre 1981 et 2004, date où il abandonne ses mandats électifs,, instaurant ainsi, en pratique, un empêchement temporaire s'appliquant aux membres de droit poursuivant leur carrière politique et détenant (en l'espèce) un mandat électif (pas seulement de parlementaire effectivement proscrit par l'article C 57), tout en conservant leur qualité de membre de droit. En effet, ces derniers ne sont pas explicitement visés par le statut qui s'applique aux autres membres (nommés) et qui porte principalement sur le respect de l'obligation de réserve et un strict régime d'incompatibilités qui prévoit, notamment, de renoncer à toute fonction électorale ou toute responsabilité dans un parti politique (supra). Or pendant cette période il fut également président de l'UDF (1988-1996). Bien que le Conseil constitutionnel ait entériné l'impossibilité de siéger en pareil cas, le président Giscard d'Estaing avait cependant indiqué qu'il pourrait ponctuellement reprendre sa place s’il estimait qu’était en cause une question essentielle. En outre, il ne se privera pas ensuite, tout en siégeant à nouveau, d'écorner son obligation de réserve en participant à la campagne pour le référendum sur le traité établissant une Constitution pour l'Europe en 2005 et au débat qui suivit l'échec de ce dernier, puis en appelant à voter pour Nicolas Sarkozy en 2007, ainsi qu'en 2012 et en critiquant l'intervention française au Mali en janvier 2013. Le comportement global de l'ancien président Giscard d'Estaing semble ainsi aller bien au-delà du précédent créé par son prédécesseur, l'ancien président Vincent Auriol, qui se mit en congé du Conseil, après avoir réagi publiquement en 1960 au refus du général de Gaulle, président de la République, de convoquer le Parlement en session extraordinaire et qui fut consécutivement accusé d'utiliser son mandat à des fins politiciennes. À ce jour, VGE est le seul à ne pas avoir manifesté son intention de ne plus siéger, malgré son âge.

#### Cas du président Sarkozy
S'impliquant ouvertement dans le conflit syrien en mai 2012, puis dans le règlement de la crise de l'UMP en novembre et décembre 2012 (sans intervention publique), ainsi que son engagement réitéré en mai 2013 en faveur d'un État palestinien, le président Sarkozy a lui-même fait l'objet des mêmes critiques pour ses manquements au devoir de réserve, sans plus de conséquences. Mais surtout, ayant besoin de faire appel devant le Conseil constitutionnel (juge de l'élection) du rejet de son compte de campagne pour la présidentielle de 2012, le président Sarkozy se trouve, malgré lui, impliqué de manière inédite dans une affaire soumise au Conseil dont il est membre. Conscient du conflit d'intérêts, le cabinet de l'ancien président indique qu'il ne participera pas au délibéré (déport), confirmant ainsi un empêchement temporaire de fait. Ce précédent, qui s'ajoute à la question embarrassante de la poursuite de son activité d'avocat, ainsi qu'à la menace de mise en examen en marge de l'« affaire Karachi », d'une information judiciaire à propos du financement libyen de sa campagne et sa mise en examen effective dans l'affaire Bettencourt (ultérieurement objet d'un non-lieu), relance la question de la pertinence de la présence de membres de droit au Conseil,. D'ailleurs, dès l'annonce du rejet de son compte de campagne le 4 juillet 2013, Nicolas Sarkozy annonce le jour même qu'il démissionne du conseil constitutionnel, ce qui en droit ne signifie rien d'autre qu'une décision de ne plus siéger, tout en restant membre de droit. Depuis, il s'est fait élire à la tête de l'UMP (devenu Les Républicains) en 2014, a manifesté son intention de postuler aux présidentielles de 2017 en se présentant (en vain) aux primaires de son parti, ce qui en tant que chef de parti le plaçait dans la même situation qu'a connue le président Giscard d'Estaing et, au-delà, dans l'hypothétique scénario qu'un membre de droit à vie redevienne président de la République. Désormais en retrait du devant de la scène politique, le président Sarkozy n'a pas repris sa place au Conseil. 
Or la disposition constitutionnelle prévoyant la présence des anciens présidents de la République au Conseil, visait initialement les anciens présidents de la IVe République, acteurs politiques effacés, pour leur offrir une retraite honorable; ce pourquoi, la présence aujourd'hui, au sein d'une institution aux pouvoirs considérablement renforcés depuis, d'anciens présidents de la Ve République, ayant été de véritables décideurs politiques, possiblement à l'origine de la nomination de certains membres du Conseil et initiateurs de lois susceptibles d'être examinées postérieurement par le Conseil (via notamment une QPC), semble, pour le socialiste Robert Badinter qui a présidé l'institution (1986-1995), contradictoire avec les obligations d'impartialité et d'indépendance imposées aux autres membres du Conseil constitutionnel. Après l'échec des propositions de loi du sénateur UMP Patrice Gélard en 2005 et de l'amendement Badinter en 2008, et dans le droit fil des propositions de la commission Vedel de 1992, du comité Balladur de 2007, ainsi que celles de la commission Jospin de 2012, le président François Hollande profite du cas Sarkozy pour annoncer solennellement début 2013 un projet de révision de la Constitution pour supprimer les membres de droit, qui n'aura cependant pour seul écho que l'engagement informel du dit président à ne pas siéger lui-même lorsqu'il sera en droit de le faire. En octobre 2015, le « comité Bartolone » sur l'avenir des institutions réitère le souhait de supprimer les membres de droit, éventuellement avec effet immédiat (17e proposition). Sans suite. La mesure est cependant prévue par le président Macron dans la révision constitutionnelle qu'il envisage pour 2018, mais repoussée début 2019, puis sine die, bien qu'elle ait été adoptée en conseil des ministres le 28 août 2019.